# Aethopyga bella
Beija-flor-formoso ou nectarínia-filipina (Aethopyga bella) é uma espécie de ave da família Nectariniidae.
É endémica das Filipinas.
Os seus habitats naturais são: florestas subtropicais ou tropicais húmidas de baixa altitude e regiões subtropicais ou tropicais húmidas de alta altitude.